# Organ zur Überprüfung der Handelspolitiken
Das Organ zur Überprüfung der Handelspolitiken (Englisch Trade Policy Review Body, TPRB) ist ein Gremium der Welthandelsorganisation (WTO).

## Geschichte
Während der Halbzeitkonferenz in Montreal 1989 während der Uruguay-Runde wurde der TPRB eingesetzt. Er wurde dann 1994 in das neu geschaffte System der WTO integriert. Dabei besteht er als Variation zum Allgemeinen Rat aus Vertretern aller Mitglieder.
Andere deutsche Bezeichnungen sind Ausschuss für handelspolitische Überprüfungen und Gremium für die Überprüfung der Handelspolitik.

## Rechtliche Grundlage
Das Organ zur Überprüfung der Handelspolitiken wurde durch das Marrakesch-Abkommen eingesetzt. In Artikel IV:4 heißt es wie folgt.

“The General Council shall convene as appropriate to discharge the responsibilities of the Trade Policy Review Body provided for in the TPRM. The Trade Policy Review Body may have its own chairman and shall establish such rules of procedure as it deems necessary for the fulfilment of those responsibilities.”

Deutsche Version:

„Der Allgemeine Rat tritt gegebenenfalls zusammen, um die Aufgaben des im TPRM vorgesehenen Organs zur Überprüfung der Handelspolitiken wahrzunehmen. Das Organ zur Überprüfung der Handelspolitiken kann einen eigenen Vorsitzenden haben und legt die Verfahrensregeln fest, die es zur Erfuellung dieser Aufgaben für notwendig erachtet.“

## Aufgabe
Die Aufgaben des TPRB sind im Trade Policy Review Mechanism niedergelegt.
Die Hauptaufgabe des TPRB ist die Kontrolle der Handelspolitiken jedes Mitglieds. Die Kontrollen geschehen dabei in regelmäßigen Abschnitten. Dabei hört das Organ einen Bericht des WTO Sekretariats und des Mitgliedes, dessen Handelspolitik unter Überprüfung steht. Dabei war es zunächst, dass die Häufigkeit der Kontrolle davon abhängig ist, wie groß der Anteil des Landes am Welthandel ist. Dabei werden die vier größten Wirtschaften alle zwei Jahre kontrolliert und danach alle vier Jahre die nächstgrößeren 16 Volkswirtschaften und die anderen Mitglieder, mit Ausnahme der least-developed countries, die seltener kontrolliert werden können, alle sechs Jahre. Die Überprüfungen haben jedoch keinerlei rechtliche Bindungswirkung, werden jedoch als Möglichkeit gesehen die Befolgung der WTO Regularien zu stärken. Ebenso wird es als Vorteil insbesondere kleinerer Länder gesehen, dass diese Vorschläge zur Erhöhung ihrer Wirtschaftskapazitäten bekommen.
Im Jahr 2017 wurden beispielsweise 23 Handelspolitiken überprüft. Bis 2013 wurden 384 Überprüfungen von 147 der damals 153 Mitgliedern vollzogen.
Eine weitere Aufgabe des Gremiums ist die Überprüfung der jährlichen Handelsberichte des Generaldirektors.

## Vorsitz
Der TPRB wählt sich jedes Jahr in seiner ersten Sitzung einen eigenen Vorsitzenden, der die Sitzungen leitet.